# Night on Earth
Night on Earth (bra: Uma Noite sobre a Terra; prt: Noite na Terra) é um filme britano-teuto-nipo-franco-estadunidense de 1991, uma comédia dramática escrita e dirigida por Jim Jarmusch.
Cinco histórias curtas, cada uma se desenrolando dentro de um táxi e numa cidade diferente - Los Angeles, Nova York, Paris, Roma e Helsinki.
Cinco cidades. Cinco táxis. Uma multidão de estranhos na noite. Jim Jarmusch reuniu um elenco de atores internacionais (incluindo Gena Rowlands, Winona Ryder, Armin Mueller-Stahl, Beatrice Dalle e Roberto Benigni) para este quinteto de contos de deslocamento urbano e angústia existencial, abrangendo os fusos horários, continentes e línguas. 